# Działdowo
Działdowo là một thị trấn thuộc huyện Działdowski, tỉnh Warmińsko-Mazurskie ở đông-bắc Ba Lan. Thị trấn có diện tích 11 km². Đến ngày 1 tháng 1 năm 2011, dân số của thị trấn là 20922 người và mật độ 1824 người/km².